# Atlantkabel

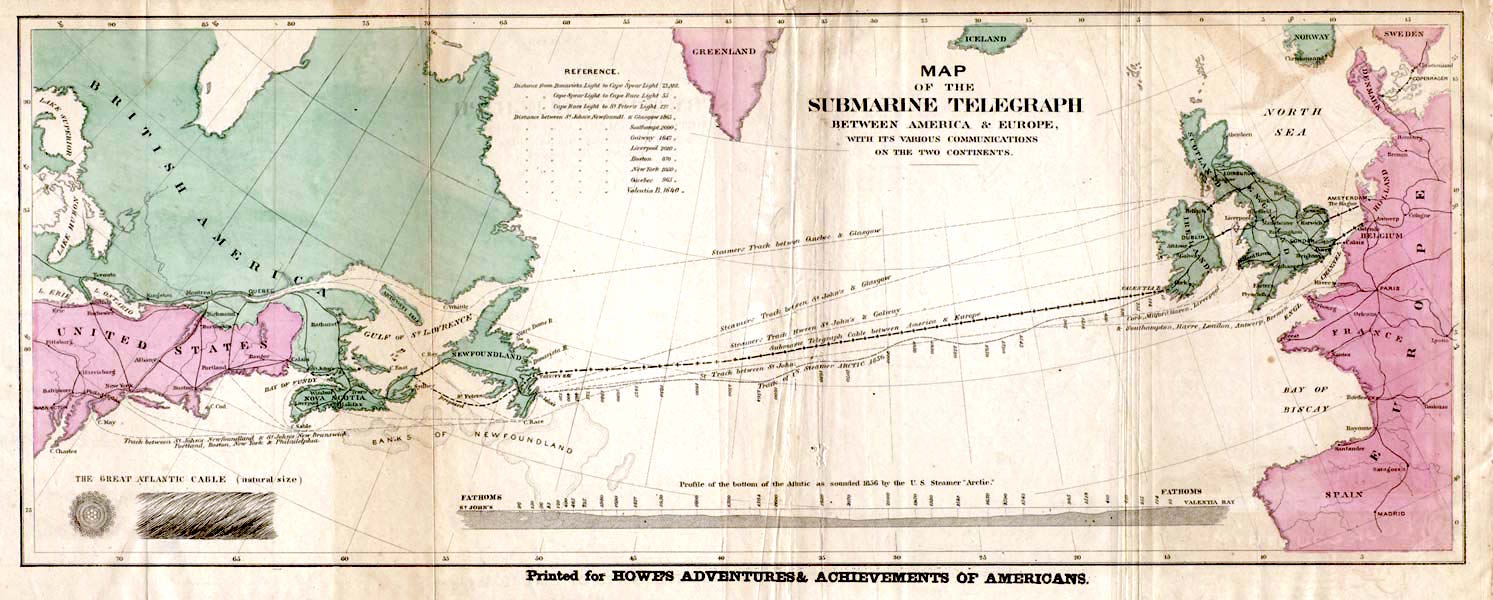
Karta över sträckningen för 1858 års transatlantiska telegrafkabel.

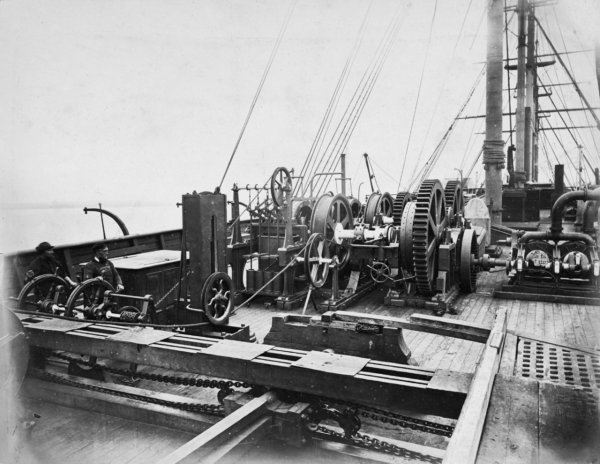
Del av kabelutläggningsmaskineriet ombord på S/S Great Eastern

Atlantkabel eller TAT (Trans Atlantic Telephone Cable) är en sjökabel för telekommunikation lagd över Atlanten. Ofta menar man med atlantkabeln den första transatlantkabeln som 1866 lades mellan Irland och New Foundland, avsedd för telegraftrafik. Före dess tillkomst kunde kommunikation mellan Europa och Amerika bara ske med fartyg, vilket vanligen tog minst tio dagar. Kabeln minskade tiden till några få minuter, så att en fråga kunde telegraferas över Atlanten och svaret telegraferas tillbaka samma dag. På 1870-talet inrättades dubbla och fyrdubbla sändnings- och mottagningssystem, som kunde förmedla flera meddelanden samtidigt över kabeln. 
Det höga motståndet i kabeln försvagar telesignalen kraftigt. Först på 1950-talet fanns sjökablar med inbyggda förstärkare och då blev det möjligt att överbrygga längre avstånd för telefontrafik, som dittills varit hänvisad till radio, numera även via telekommunikationssatelliter. 
1956 lades den första transatlantiska sjökabeln för telefonkommunikation som kallades TAT-1 och 1959 följde TAT-2. Den första transatlantiska fiberoptiska kabeln (TAT-8) lade man ut 1988 och den hade då en kapacitet på 40 000 samtal samtidigt. Sedan mitten av 1990-talet har fiberoptiska sjökablar nästan helt tagit över. Den senaste atlantkabeln (TAT-14) installerades år 2000, den har en kapacitet på 64 × 10 Gbit/s.

## Transatlantiska telegrafkabeln
Den transatlantiska telegrafkabeln sträckte sig från "The Telegraph Field" i Foilhommerum Bay på Valentia Island på västra Irland till Heart's Content på östra Newfoundland i Kanada. Fem försök att lägga den transatlantiska telegrafkabeln gjordes under en nioårsperiod – 1857, två försök 1858, 1865 och 1866 – innan en bestående förbindelse mellan de två världsdelarna slutligen upprättades genom 1866 års kabel som lades från fartyget S/S Great Eastern under James Andersons befäl, samt  genom den reparerade kabeln från 1865.
Ytterligare kablar lades mellan Foilhommerum och Heart's Content 1873, 1874, 1880 och 1894. I slutet av 1800-talet kopplade brittisk-, fransk-, tysk- och amerikanskägda kablar ihop Europa och Nordamerika i ett sofistikerat nätverk för telegrafisk kommunikation.
Cyrus West Field var kraften bakom den första transatlantiska telegrafkabeln. Försök inleddes utan framgång 1857, och kabeln färdigställdes den 5 augusti 1858. Även om den inte anses vara särskilt framgångsrik eller långvarig, så var det den första transatlantiska kabeln som gav resultat i praktiken. Det första officiella telegrammet som passerade mellan de två kontinenterna var en skriftlig gratulation från drottning Viktoria av Storbritannien till USA:s president James Buchanan den 16 augusti 1858. Kabeln förstördes månaden därpå, när Wildman Whitehouse tillförde kabeln alltför hög elektrisk spänning i ett försök att skicka meddelanden snabbare. Det har dock hävdats att bristfällig tillverkning, lagring och hantering av 1858 års kabel skulle lett till förtida fel i vilket fall som helst.) Den korta period kabeln kunde användas undergrävde allmänhetens och investerarnas förtroende för projektet, och försenade ansträngningar för att återupprätta en anslutning mellan Europa och Nordamerika. Ett nytt försök gjordes 1865 med mycket bättre material, och efter en del motgångar fanns en förbindelse som kunde tas i bruk den 28 juli 1866. Den här gången var anslutningen mera varaktig, och allmänhetens förtroende ökade när 1865 års kabel reparerades och kunde tas i drift strax därefter.
I transatlantisk valutahandel kom växelkursen mellan det brittiska pundet och den amerikanska dollarn till att kallas cable ("kabel") och denna term är fortfarande i allmänt bruk i dag.